# Harmonium
Harmonium eller tramporgel är ett tangentinstrument av orgeltyp, ett fritungeinstrument tillhörande aerofonerna. Andra vanliga namn i Sverige är kammarorgel och orgelharmonium. Liksom i munspelet och i dragspelet bildas tonerna av frisvängande (genomslående) metalltungor, en per ton och stämma, monterade i hål där de har plats att svänga och som sätts i rörelse av en luftström. Luften pumpas fram av antingen bälgar eller en elektrisk fläkt. De flesta harmonier i Norden har bälgar som bygger upp undertryck, men det finns också sådana vars bälgar bygger upp övertryck.

## Historik
Den förste uppfinnaren av orgelregister med fritt svängande tungor (fritungeinstrument) var ryssen Kirsnik. Den förste tillverkaren
av instrumentet var Grenié år 1810 som kallade det orgue expressif. Andra som konstruerade eller förbättrade mer eller mindre liknande instrument använde namn som eolin, eolodikon, fysharmonika (Hackel 1818), melofon, med flera. Namnet harmonium kommer från det patenterade instrument konstruerat av A. Debain i Paris  1840 som var det första att ha flera register med olika klangfärger.

## Allmänt
De flesta harmonier har, liksom piporgel och dragspel, flera klangmöjligheter, som man kan välja mellan med register (med andrag eller ibland manubrier). Registren kan gå både till olika tungrader - stämmor - och till extraanordningar som sordiner, oktavkoppel och annat.
Oftast har ett harmonium bara en manual, men det kan också liksom många piporglar ha två manualer ovanför varandra. Luften trampar den spelande själv åt sig med ett par trampor. Det kan också ha en pedalklaviatur, så att instrumentet även kan spelas med fötterna. I så fall finns antingen en elektrisk fläkt eller kalkanttrampa för en andra person, åtminstone som komplement till den spelandes lufttrampor. Instrumentet har använts flitigt för ackompanjemang av psalmsång i kyrkor, bönehus och skolor. Även vissa tonsättare i den konstmusikaliska sfären har skrivit verk särskilt för harmonium, till exempel Sigfrid Karg-Elert, César Franck, Jean Langlais och Gaston Litaize.

## Sugluftsharmoniet
Den typ av harmonium som varit vanligast i de nordiska länderna är sugluftsharmoniet, där bälgarna eller fläkten bildar ett undertryck och alltså suger luften genom tungorna. 

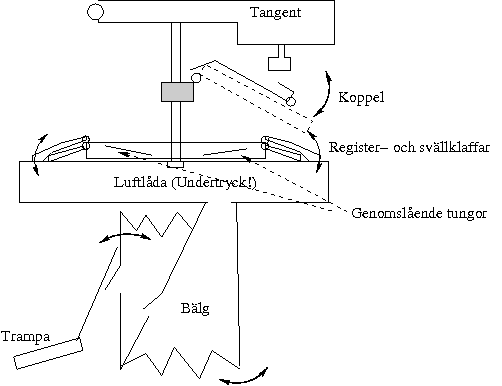
Funktionsskiss för ett sugluftsharmonium som arbetar med undertryck. Med hjälp av tramporna avlägsnas luft ur huvudbälgen. När tangenterna trycks ned öppnas ventiler så att luft strömmar förbi tungorna som börjar svänga fritt (till skillnad från en piporgel). Med olika hjälpmedel kan luckorna framför tonraderna öppnas, så att olika register (stämmor) kan kopplas in eller tonstyrkan regleras. Dessutom finns på de flesta harmonier oktavkoppel med vilka tonerna en oktav över respektive under den anslagna tangentens ton fås att ljuda samtidigt.

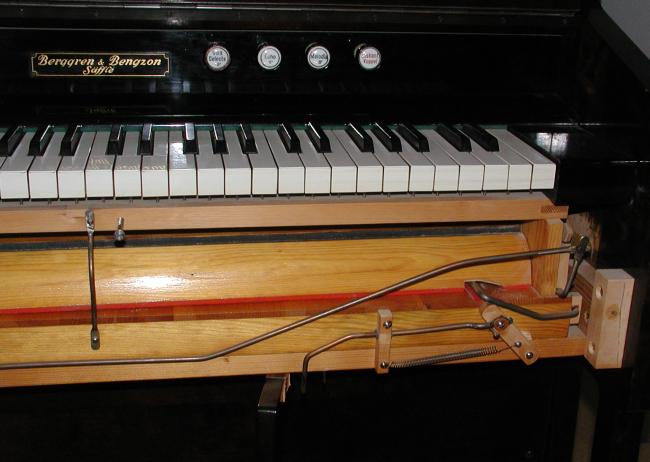
Detaljfoto av svällarluckan i ett harmonium tillverkat av Berggren & Bengzon i Säffle

Sugluftsharmoniet var under 1800- och 1900-talen ett billigare alternativ till pianot. Den var ett mycket vanligt instrument i svenska skolsalar in på 1970-talet och instrumentet kallas även skolorgel. Sugluftsharmonier var också vanliga i kyrksalar och som kororglar i små kyrkor. Det blev ett vanligt folkligt instrument. Från 1970-talet fick sugluftsharmoniet en renässans i svensk folkmusik, särskilt i Norrbotten genom grupper som J.P. Nyströms och Norrlåtar. Ett modernt exempel på en folkmusikgrupp som använder sugluftsharmonium är Triakel. I finsk folkmusik förekom instrumentet särskilt i trakterna runt Kaustby. JPP är en av de mest kända finska grupperna i Kaustbytraditionen. Denna tradition har även influerat modernare jazz- rock- och världsmusikinspirerade grupper såsom Alamaailman Vasarat.
Några kända svenska tillverkare var Östlind & Almquist och JP Nyström (som givit namn åt folkmusikgruppen J.P. Nyströms). Se också länkarna nedan.

## Tryckluftsharmoniet
Tryckluftsharmoniet arbetar på omvänt sätt mot sugluftsharmoniet, det vill säga det skapar övertryck - luften blåses genom stämmorna precis som i en piporgel eller en vanlig flöjt. Det patenterades 1840 av fransmannen Debain. Den tyska harmoniumtillverkaren Trayser gick i lära hos de franska tryckluftsharmoniumtillverkarna och förde med sig tekniken till Tyskland där han startade egen tillverkning i Stuttgart. Dessa tyska instrument importerades till Sverige av Isidor Dannström.

## Indiskt harmonium
När tramporgeln introducerades i Indien insåg indiska musiker att den kunde vara användbar. Den utvecklades av Dwarkanath Ghose till ett behändigt litet instrument som placeras på golvet. En hand sköter bälgen som är placerad längs långsidan, en hand används för melodistämman. Som sådant blev harmonium populärt i Indien, Pakistan, Afghanistan och kringliggande länder. Den används bland annat för religiös musik i flera religioner, men i t.ex. Afghanistan också för populärmusik. Den har sedan utvecklats vidare för att kunna användas inom indisk klassisk musik. 

## Melofon
Melofon (av grekiska melos, sång, och fone, ljud) är ett av en urmakare Leclerc i Paris 1837 uppfunnet orgelliknande musikinstrument, vid vilket, såsom vid ackordion och fysharmonikan, tonerna 
frambringas av svängande tungor. Instrumentet är något större än en gitarr och av liknande form samt har ett omfång av fem oktaver. Med högra handen hanteras bälgen, och den vänstra spelar en- eller flerstämmigt genom nedtryckandet av klaffar, som upptar ett mindre stycke av instrumentets hals.

## Se även

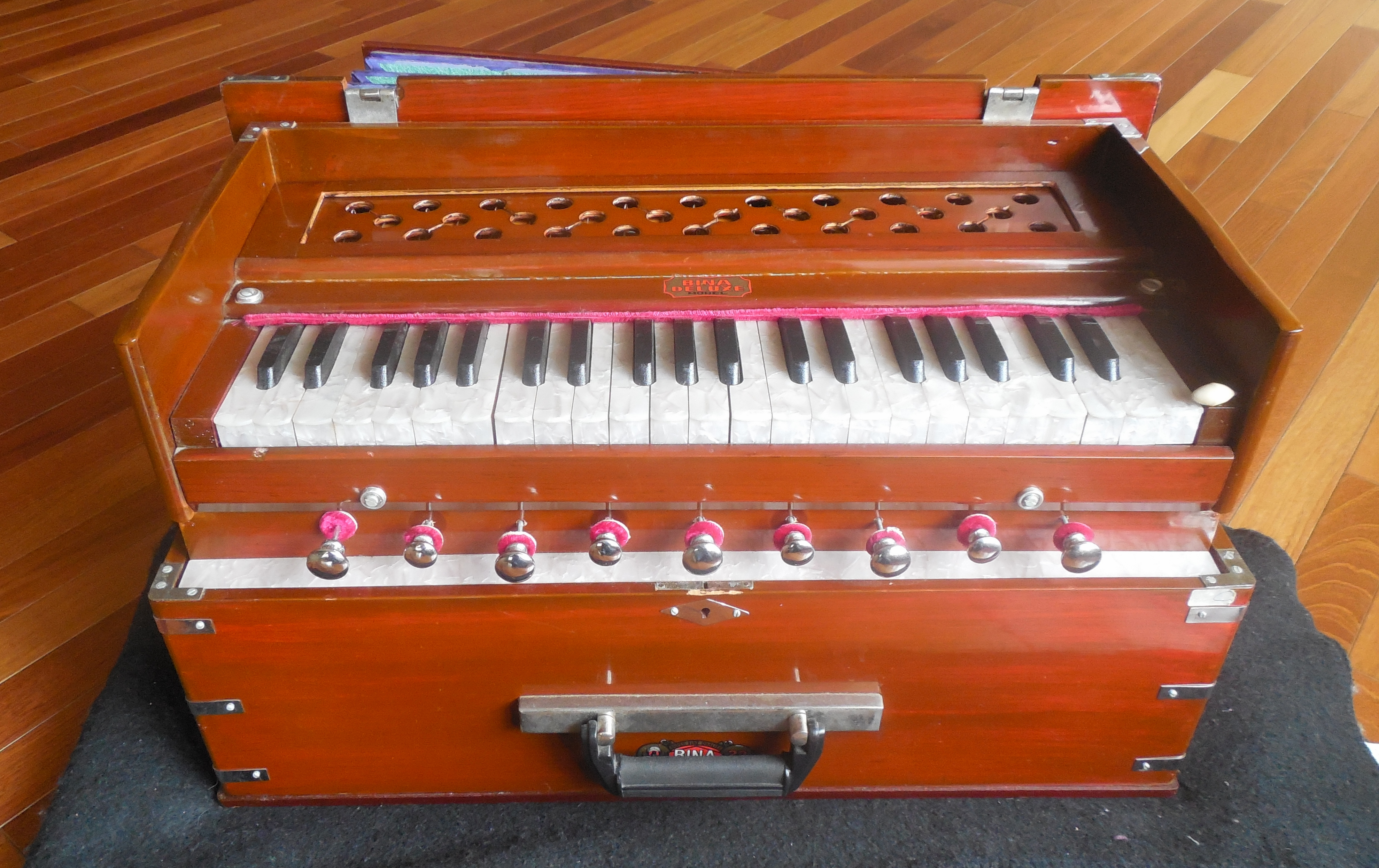
Ett bärbart indiskt harmonium med tre oktaver.